# ماريبيل أريتا
ماريا إيزابيل أرييتا غالفيز أو ماريبيل أريتا (22 أغسطس 1934-31 أغسطس 1989) حاملة لقب ملكة جمال سلفادورية مثلت بلدها في مسابقة ملكة جمال الكون 1955 في لونغ بيتش، كاليفورنيا. اشتهرت ماريبيل بتشابهها القوي مع مارلين مونرو، مما دفع الناس إلى تسميتها بـ «مارلين مونرو السلفادور». احتلت أرييتا في النهاية المسابقة مركز الوصيفة الأولى، حيث خسرت أمام هيليفي رومبين، ولكن ليس قبل أن تحصل على لقب «ملكة جمال الأخلاق». إنها أول امرأة من أصل إسباني تحصل على المركز الثاني في مسابقة ملكة جمال الكون.